# كيلد ثورست
كيلد ثورست ، من مواليد 13 مايو 1940 ، لاعب كرة قدم دنماركي سابق.
لعب مع منتخب الدنمارك لكرة القدم.

## وصلات خارجية
- كيلد ثورست على موقع قاعدة بيانات كرة القدم.إي يو (الإنجليزية)
- كيلد ثورست على موقع ناشيونال فوتبول تيمز (الإنجليزية)